# Kiefer (Oklahoma)
Kiefer es un pueblo ubicado en el condado de Creek en el estado estadounidense de Oklahoma. En el año 2010 tenía una población de 1685 habitantes y una densidad poblacional de 358,51 personas por km².

## Geografía
Kiefer se encuentra ubicado en las coordenadas 35°56′38″N 96°3′34″O / 35.94389, -96.05944 (35.943993, -96.059565).

## Demografía
Según la Oficina del Censo en 2000 los ingresos medios por hogar en la localidad eran de $34,844 y los ingresos medios por familia eran $42,500. Los hombres tenían unos ingresos medios de $30,739 frente a los $22,386 para las mujeres. La renta per cápita para la localidad era de $14,479. Alrededor del 11.6% de la población estaban por debajo del umbral de pobreza.